# Mirab Kischmarija

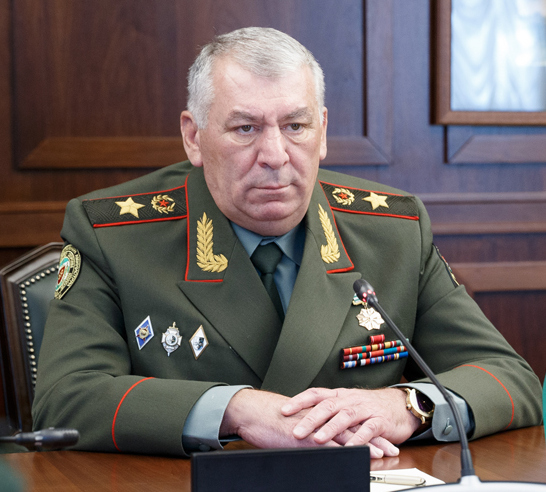
Mirab Kischmarija (2019)

Mirab Borissowitsch Kischmarija (abchasisch Мираб Борис-иԥа Кишьмариа; georgisch მერაბ ბორისის ძე ქიშმარია; * 3. August 1961 in Otschamtschire, Abchasische Autonome Sozialistische Sowjetrepublik, Georgische SSR, UdSSR) ist ein abchasischer Politiker und amtierender Verteidigungsminister der international nicht anerkannten Republik Abchasien.

## Leben
Kischmarija absolvierte 1984 die die Höhere Iwan-Konew-Militärkommandoschule im kasachischen Almaty und begann seine Offizierskarriere als Kompaniechef in der 58. motorisierten Schützendivision des Militärbezirks Turkestan. Von 1987 bis 1989 diente er in der 40. Armee der sowjetischen Truppen in Afghanistan als Kompaniechef und stellvertretender Kommandeur eines motorisierten Gewehrbataillons.
Nach dem Zusammenbruch der Sowjetunion und mit dem Ausbruch des georgisch-abchasischen Krieges 1992 kehrte er nach Abchasien zurück. Er wurde zum Stabschef im Verteidigungsministerium der neu ausgerufenen "Republik Abchasien" und gleichzeitig einer der Befehlshaber der abchasischen Truppen. Nach dem Krieg setzte er seine Laufbahn im Verteidigungsministerium fort und stieg 2005 zum ersten stellvertretenden Verteidigungsminister auf. 
Im Juni 2007 wurde Kischmarija zum Verteidigungsminister von Abchasien ernannt und hat diesen Posten bis heute inne.